# A place in the queue
A place in the queue is het derde studioalbum van The Tangent.

## Inleiding
De titel verwijst naar fans die concerten van The Tangent bezochten. Na en tijdens optredens was er altijd een handenschudden van fans die in een rij voor het podium stonden. Tevens was het de wens van bandleider dat dit album na jaren van luisteren aan zou sluiten in het rijtje van  Tales from Topographic Oceans van Yes, The Lamb Lies Down on Broadway van Genesis en Pawn hearts van Van der Graaf Generator.  Net zoals Jon Anderson zijn toelichting bij Tales begon met "We waren op tournee in Tokio", begint Tillison met "We waren op tournee in Duitsland". Hij hoopte dan ook dat de fans van progressieve rock het album niet meteen afschreven (zoals met Tales gebeurde), maar het album zouden laten rijpen.
Het album werd weer opgenomen in diverse studio’s in Engeland en Zweden, net zoals het uitkwam waar de musici waren. De personele bezetting had wel een aderlating te verwerken, Roine Stolt (bezig met album Wall Street Voodoo) en Zoltan Csörsz (ruzie met Stolt) deden niet meer mee; de eerste werd vervangen door Krister Jonsson uit Karmakanic van Reingold, de tweede door Jaime Salazar, opnieuw een drummer uit The Flower Kings. Met name het vertrek van Stolt zorgde ervoor dat Tillison beter aan kon geven welke richting hij op wilde met The Tangent.
Het hoesontwerp was opnieuw in handen van Ed Unitsky, die zich voor de binnenhoes liet inspireren door Maurits Cornelis Escher (dwars op elkaar staande trappen, M.C. Escher Street en glazen bol).

## Musici
- Andy Tillison – toetsinstrumenten, gitaar en zang
- Sam Baine – toetsinstrumenten, zang
- Jonas Reingold – basgitaar
- Theo Travis – sopraansaxofoon, tenorsaxofoon, dwarsfluit, altfluit, klarinet, blokfluit, zang
- Guy Manning – akoestische gitaar, mandoline, zang
- Jaime Salazar – drumstel
- Krister Jonsson - gitaar
- Dan Watts – gitaar op GPS; hij was net als Tillison, Baine en Manning lid van Parallel or 90 Degrees.

## Muziek
| Nr. | Titel                                   | Duur  |
| --- | --------------------------------------- | ----- |
| 1.  | In earnest (Tillison)                   | 20:03 |
| 2.  | Lost in London (Tillison, Manning)      | 8:08  |
| 3.  | DIY Surgery (Tillison, Middleton)       | 2:16  |
| 4.  | GPS Culture (Tillison)                  | 10:07 |
| 5.  | Follow your leaders (Tillison)          | 9:21  |
| 6.  | The sun in my eyes (Tillison)           | 3:44  |
| 7.  | A place in the queue (Tillison, Travis) | 25:19 |

| Nr. | Titel                                                      | Duur  |
| --- | ---------------------------------------------------------- | ----- |
| 1.  | Promises were made (Baine, Tillison)                       | 7:26  |
| 2.  | The first day at school (demo) (Tillison)                  | 5:30  |
| 3.  | Forsaken cathedrals (Tillison)                             | 4:54  |
| 4.  | The sun in my eyes (alternatief) (Tillison)                | 9:12  |
| 5.  | Grooving on Mars (live 2005) (Tillison)                    | 6:16  |
| 6.  | Kartoffelsalat im Unterseeboot (Tillison, Jonsson, Travis) | 13:17 |